# Sly & the Family Stone
Sly & the Family Stone war eine US-amerikanische Funk- und Soul-Band aus San Francisco, die Ende 1966 von Sylvester Stewart alias Sly Stone gegründet wurde und bis 1983 aktiv war.

## Bedeutung
Die Band nahm eine zentrale Funktion in der Entwicklung des Funk, Soul und Rhythm and Blues ein. Sly Stone lebte den Fans seine Ideale einer perfekten Gesellschaft vor, indem er die Band mit Menschen verschiedener Hautfarbe, Geschlecht und Kultur besetzte – was damals noch nicht selbstverständlich war. Dadurch setzte er als Schwarzer ein deutliches Zeichen für die USA der 1960er Jahre, in denen Rassismus und Rassentrennung immer noch alltäglich waren. Sly & the Family Stone und James Brown waren die treibenden Kräfte für den Durchbruch des Funk. Im Vorwort seines 1998 erschienenen Buchs For the Record: Sly and the Family Stone – An Oral History fasste Joel Selvin 1998 den Einfluss der Band mit dem Satz zusammen: „Es gibt zwei Arten von schwarzer Musik: schwarze Musik vor und schwarze Musik nach Sly Stone.“ Die Band wurde 1993 in die Rock and Roll Hall of Fame aufgenommen.
2002 bezeichnete Prince die Songs Higher (1967), Sing a Simple Song (1968), (You Caught Me) Smiling (1971) und In Time (1973) als vier von 55 Songs, die ihn musikalisch inspirierten. Im Jahr 2011 listete das US-Musikmagazin Rolling Stone die Band auf Rang 43 der 100 größten Musiker aller Zeiten.

## Besetzung
Die Band ging Ende 1966 aus den vorigen Bands „Sly & the Stoners“ und „Freddie & the Stone Souls“ der Brüder Sly (Sänger, Songwriter, Produzent und Multiinstrumentalist) und Freddie Stone (Gitarre, Gesang) hervor. Die anderen Mitglieder waren Cynthia Robinson († 23. November 2015; Trompete), Greg Errico (Schlagzeug), Jerry Martini (Saxophon) und Bassist Larry Graham. Ein Jahr später kam Rosie Stone (Klavier), die Schwester von Sly und Freddie hinzu. Ab 1972 ersetzen Rusty Allen und Andy Newmark die bisherigen Musiker Larry Graham Jr. und Greg Errico.

## Werdegang
Die erste Single Underdog war 1967 bereits ein regionaler Erfolg. Der Erfolg für das Debütalbum A Whole New Thing stellte sich zunächst nicht ein. Die Auskopplung Dance to the Music vom gleichnamigen Album schaffte es 1968 in die Top 10 der UK-Charts sowie der Billboard Hot 100 und Billboard R&B-Charts. Das Album Life sowie der ausgekoppelte Titeltrack und das Lied M’Lady kamen lediglich auf untere Chartränge.
Im gleichen Jahr erschien die Single Everyday People vom 1969 folgenden Album Stand!, die die Spitzenpositionen der US-Pop- und R&B-Charts erreichte. Don’t Call Me Nigger, Whitey und Everyday People sind Aussagen gegen die unsinnige Wertung eines Menschen nach Hautfarbe und anderen Äußerlichkeiten oder nach Kultur und Religion. Stand! ist ein aufbauendes Lied, das den Hörer ermutigen soll, sich nicht durch die Intoleranz des Umfeldes vom persönlichen Ziel und Lebensmut abbringen zu lassen. Weiterhin befinden sich auf dem Album die Klassiker Sing a Simple Song, Sex Machine und I Want to Take You Higher.
Die Gruppe wurde zur gefragten Liveband und trat beim Woodstock-Festival auf. Dieses Konzert gilt als eines der besten des legendären Hippie-Festivals. Als Nächstes erschien die Single Hot Fun in the Summertime, die 1969 Platz 2 der US-Pop- und Platz 3 der R&B-Charts erklomm. Thank You und die zugehörige B-Seite Everybody Is a Star, schafften es mit ihren Inhalten 1969 und 1970 auf Platz eins der Pop- und R&B-Charts. Das dazugehörende Greatest-Hits-Album landete auf Platz 2.
Die häufigen Nebenwirkungen eines so großen Erfolges ließen auch hier nicht lange auf sich warten. Aufgrund einer beginnenden Abhängigkeit von Betäubungsmitteln erschien Sly verspätet bei Auftritten oder fehlte mitunter ganz. Sly begann zu resignieren aufgrund verschiedener politischer Entwicklungen, die seinen Vorstellungen nicht entsprachen, zum Beispiel dem Ende des Civil Rights Movement. Dennoch gelang ihm 1971 mit dem Album There’s a Riot Goin’ On und dem Nummer-eins-Hit Family Affair noch einmal ein kommerzieller und künstlerischer Erfolg.
Die Band veränderte sich ebenfalls. Larry Graham Jr., der darauf die Band Graham Central Station gründete, und Greg Errico verließen die Band und wurden durch Rusty Allen und Andy Newmark ersetzt.
Fresh (1973) schaffte es wie die dazugehörende Single If You Want Me to Stay in die Top Ten. Small Talk von 1974 schaffte es nur noch auf Platz fünfzehn. High on You, 1975 erschienen, konnte an den Erfolg nicht mehr anknüpfen. Sly Stone war mittlerweile kokainsüchtig. 1979 beendete seine Plattenfirma Epic den gemeinsamen Vertrag nach der Veröffentlichung von Ten Years Too Soon – einem Versuch sich dem Thema Discomusik zu nähern.
Er wechselte zu Warner Brothers und konnte für Back on the Right Track ein paar ehemalige Mitglieder gewinnen, doch auch hier kam es nicht zu dem ersehnten Erfolg. Sly Stone schloss sich 1981 George Clinton an, ging mit ihm auf Tour und wirkte am Album The Electric Spanking of War Babies mit. Mit Bobby Womack veröffentlichte er 1983 Ain’t but the One Way, doch das Album verkaufte sich nicht gut. Sly Stone wurde wegen Kokainbesitzes verhaftet, worauf er einen Entzug versuchte.
Danach ging es zunächst wieder bergauf. Er sang 1986 mit Jesse Johnson Crazay, was wieder ein Hit wurde. 1987 sang er mit Martha Davis den Soul-Man-Soundtrack Love & Affection. Doch der Misserfolg des Solostücks Eek-a-Boo-Static beendete diese Hochphase wieder. Sly Stone wurde zum wiederholten Male aus dem gleichen Grund wie zuvor festgenommen und verhaftet. Immer wieder versuchte er den Ausstieg aus der Drogensucht.

## Diskografie

### Studioalben
| Jahr | Titel Musiklabel Katalog-Nr.                 | Höchstplatzierung, Gesamtwochen, AuszeichnungChartplatzierungen (Jahr, Titel, Musiklabel Katalog-Nr., Platzierungen, Wochen, Auszeichnungen, Anmerkungen) | Höchstplatzierung, Gesamtwochen, AuszeichnungChartplatzierungen (Jahr, Titel, Musiklabel Katalog-Nr., Platzierungen, Wochen, Auszeichnungen, Anmerkungen) | Höchstplatzierung, Gesamtwochen, AuszeichnungChartplatzierungen (Jahr, Titel, Musiklabel Katalog-Nr., Platzierungen, Wochen, Auszeichnungen, Anmerkungen) | Höchstplatzierung, Gesamtwochen, AuszeichnungChartplatzierungen (Jahr, Titel, Musiklabel Katalog-Nr., Platzierungen, Wochen, Auszeichnungen, Anmerkungen) | Anmerkungen                                                                                        |
| Jahr | Titel Musiklabel Katalog-Nr.                 | DE | UK | US | R&B | Anmerkungen                                                                                        |
| ---- | -------------------------------------------- | --- | --- | --- | --- | -------------------------------------------------------------------------------------------------- |
| 1968 | Dance to the Music Epic 26371                | — | — | US142 (7 Wo.)US | R&B11 (10 Wo.)R&B | Erstveröffentlichung: 27. April 1968 Produzent: Sly Stone                                          |
| 1968 | Life (US) / M’Lady (UK) Epic 26397           | — | — | US195 (5 Wo.)US | — | Erstveröffentlichung: September 1968 Produzent: Sly Stone                                          |
| 1969 | Stand! Epic 26456                            | — | — | US13 Platin · (102 Wo.)US | R&B3 (82 Wo.)R&B | Erstveröffentlichung: 3. März 1969 Produzent: Sly Stone                                            |
| 1971 | There’s a Riot Goin’ On Epic 30986           | — | UK31 Silber · (2 Wo.)UK | US1 Platin · (31 Wo.)US | R&B1 (29 Wo.)R&B | Erstveröffentlichung: November 1971 Produzent: Sly Stone                                           |
| 1973 | Fresh Epic 32134                             | — | — | US7 Gold · (33 Wo.)US | R&B1 (25 Wo.)R&B | Erstveröffentlichung: Juni 1973 Produzent: Sly Stone                                               |
| 1974 | Small Talk Epic 32930                        | — | — | US15 Gold · (15 Wo.)US | — | Erstveröffentlichung: Juli 1974 Produzent: Sly Stone                                               |
| 1975 | High on You Epic 33835                       | — | — | US45 (10 Wo.)US | R&B11 (7 Wo.)R&B | Erstveröffentlichung: Oktober 1975 unter Sly Stone veröffentlicht Produzent: Sly Stone             |
| 1976 | Heard Ya Missed Me, Well I’m Back Epic 34348 | — | — | — | R&B33 (5 Wo.)R&B | Erstveröffentlichung: Dezember 1976 Produzent: Sly Stone                                           |
| 1979 | Back on the Right Track Warner 3303          | — | — | US152 (3 Wo.)US | R&B31 (7 Wo.)R&B | Erstveröffentlichung: Oktober 1979 Produzent: Mark Davis                                           |
| 1979 | Ten Years Too Soon Epic 35974                | — | — | — | R&B62 (2 Wo.)R&B | Erstveröffentlichung: November 1979 Remixalbum; unter Sly Stone veröffentlicht Remixe: John Luongo |

Weitere Studioalben
- 1967: A Whole New Thing
- 1982: Ain’t but the One Way
- 1995: Slyest Freshest Funkiest Rarist Cuts (Demoalbum; komplette erste Demosession von Januar 1967)
- 2005: Different Strokes by Different Folks (Remix- und Coveralbum mit Gastsängern)
- 2011: I’m Back! Family & Friends (Remixalbum; unter Sly Stone veröffentlicht)

### Livealben
- 2009: The Woodstock Experience (2 LPs: Stand! + Live at the Woodstock Music Art Fair, 17. August 1969)
- 2015: Live at the Fillmore East (Aufnahme: 1968)
- 2015: Live at the Fillmore East October 4th & 5th, 1968 (4 CDs; Aufnahme: 1968)

### Kompilationen
| Jahr | Titel Musiklabel Katalog-Nr. | Höchstplatzierung, Gesamtwochen, AuszeichnungChartplatzierungen (Jahr, Titel, Musiklabel Katalog-Nr., Platzierungen, Wochen, Auszeichnungen, Anmerkungen) | Höchstplatzierung, Gesamtwochen, AuszeichnungChartplatzierungen (Jahr, Titel, Musiklabel Katalog-Nr., Platzierungen, Wochen, Auszeichnungen, Anmerkungen) | Höchstplatzierung, Gesamtwochen, AuszeichnungChartplatzierungen (Jahr, Titel, Musiklabel Katalog-Nr., Platzierungen, Wochen, Auszeichnungen, Anmerkungen) | Höchstplatzierung, Gesamtwochen, AuszeichnungChartplatzierungen (Jahr, Titel, Musiklabel Katalog-Nr., Platzierungen, Wochen, Auszeichnungen, Anmerkungen) | Anmerkungen                         |
| Jahr | Titel Musiklabel Katalog-Nr. | DE | UK | US | R&B | Anmerkungen                         |
| ---- | ---------------------------- | --- | --- | --- | --- | ----------------------------------- |
| 1970 | Greatest Hits Epic 30325     | — | — | US2 ×5Fünffachplatin · (79 Wo.)US | R&B1 (48 Wo.)R&B | Erstveröffentlichung: November 1970 |

Weitere Kompilationen
- 1974: The Golden Era of Pop Music (2 LPs)
- 1975: High Energy (2 LPs)
- 1981: Anthology (2 LPs)
- 1983: The Early Years
- 1991: Dance to the Music
- 1991: The Collection
- 1991: Do the Rattle Snake & More Psychedelic Soulsongs
- 1991: In the Still of the Night
- 1992: Greatest Hits
- 1992: The Best of Sly and the Family Stone
- 1992: On the Right Track
- 1993: Spotlight on Sly & the Family Stone
- 1993: Oh! What a Night
- 1994: Every Dog Has His Day
- 1994: Shine It On
- 1996: Sly & the Family Stone
- 1997: Rock & Roll
- 1998: Dance to the Music
- 1999: Backtracks
- 1999: Boogie Thang!
- 2000: Big Funked Up Hits
- 2000: Ain’t That Lovin’
- 2001: Who in the Funk Do You Think You Are: The Warner Bros. Recordings
- 2001: Rare Grooves
- 2001: Sly & the Family Stone
- 2001: Fame and Fortune
- 2002: The Essential Sly & the Family Stone (3 CDs)
- 2005: Higher!
- 2007: The Collection (Box mit 7 CDs + DVD)
- 2009: Spaced Cowboy: The Best of Sly and the Family Stone (2 CDs)
- 2010: Original Album Classics (Box mit 5 CDs)
- 2010: Super Hits
- 2011: Dynamite!: The Collection
- 2013: Higher! (Box mit 4 CDs)
- 2013: Higher! (Highlights)
- 2015: Playlist: The Very Best of Sly & the Family Stone

### Singles
| Jahr | Titel Album                                           | Höchstplatzierung, Gesamtwochen, AuszeichnungChartplatzierungen (Jahr, Titel, Album, Platzierungen, Wochen, Auszeichnungen, Anmerkungen) | Höchstplatzierung, Gesamtwochen, AuszeichnungChartplatzierungen (Jahr, Titel, Album, Platzierungen, Wochen, Auszeichnungen, Anmerkungen) | Höchstplatzierung, Gesamtwochen, AuszeichnungChartplatzierungen (Jahr, Titel, Album, Platzierungen, Wochen, Auszeichnungen, Anmerkungen) | Höchstplatzierung, Gesamtwochen, AuszeichnungChartplatzierungen (Jahr, Titel, Album, Platzierungen, Wochen, Auszeichnungen, Anmerkungen) | Anmerkungen | [↑]: gemeinsam behandelt mit vorhergehendem Eintrag; [←]: in beiden Charts platziert |
| Jahr | Titel Album                                           | DE | UK | US | R&B | Anmerkungen |                                                                                      |
| ---- | ----------------------------------------------------- | --- | --- | --- | --- | --- | ------------------------------------------------------------------------------------ |
| 1968 | Dance to the Music                                    | — | UK7 (14 Wo.)UK | US8 Gold · (15 Wo.)US | R&B9 (18 Wo.)R&B | Erstveröffentlichung: 17. November 1967 Grammy Hall of Fame / Rock & Roll Hall of Fame Platz 225 der Rolling Stone 500 (Liste 2010) Autor: Sylvester Stewart                     |                                                                                      |
| 1968 | Life                                                  | — | — | US93 (3 Wo.)US | — | Erstveröffentlichung: 14. Juni 1968 Autor: Sylvester Stewart |                                                                                      |
| 1968 | M’Lady Life                                           | — | UK32 (7 Wo.)UK | US93 (3 Wo.)US | — | B-Seite von Life Autor: Sylvester Stewart |                                                                                      |
| 1968 | Everyday People Stand!                                | — | UK36 Silber · (5 Wo.)UK | US1 ×2Doppelplatin · (19 Wo.)US | R&B1 (15 Wo.)R&B | Erstveröffentlichung: 1. November 1968 Platz 146 der Rolling Stone 500 (Liste 2010) Platz 319 der Songs of the Century (RIAA, Liste 2001) Autor: Sylvester Stewart               |                                                                                      |
| 1969 | Sing a Simple Song Stand!                             | — | — | US89 (4 Wo.)US | R&B28 (10 Wo.)R&B | B-Seite von Everyday People Autor: Sylvester Stewart |                                                                                      |
| 1969 | Stand!                                                | — | — | US22 (8 Wo.)US | — | Erstveröffentlichung: 24. März 1969 Autor: Sylvester Stewart |                                                                                      |
| 1969 | I Want to Take You Higher Stand!                      | — | — | US38 (16 Wo.)US | R&B24 (7 Wo.)R&B | B-Seite von Stand! Autor: Sylvester Stewart |                                                                                      |
| 1969 | Hot Fun in the Summertime Greatest Hits               | — | — | US2 Gold · (16 Wo.)US | R&B3 (15 Wo.)R&B | Erstveröffentlichung: 21. Juli 1969 Platz 250 der Rolling Stone 500 (Liste 2010) auch auf den Soundtrack der Filme My Girl (1991) und Wachgeküßt (1998) Autor: Sylvester Stewart |                                                                                      |
| 1969 | Life and Death in G & A –                             | — | — | US74 (6 Wo.)US | R&B25 (8 Wo.)R&B | Erstveröffentlichung: August 1969 als Abaco Dream Autor: Sylvester Stewart |                                                                                      |
| 1970 | Thank You (Falettinme Be Mice Elf Agin) Greatest Hits | — | — | US1 Platin · (13 Wo.)US | R&B1 (14 Wo.)R&B | Erstveröffentlichung: 10. Dezember 1969 Rock & Roll Hall of Fame Platz 410 der Rolling Stone 500 (Liste 2010) Autor: Sylvester Stewart                                           |                                                                                      |
| 1970 | Everybody Is a Star Greatest Hits                     | — | —[US: ↑] | US1 Platin · (13 Wo.)US | — | B-Seite von Thank You (Falettinme Be Mice Elf Agin) Autor: Sylvester Stewart |                                                                                      |
| 1971 | Family Affair There’s a Riot Goin’ On                 | DE33 (3 Wo.)DE | UK15 (8 Wo.)UK | US1 Platin · (14 Wo.)US | R&B1 (13 Wo.)R&B | Erstveröffentlichung: 15. Oktober 1971 Platz 139 der Rolling Stone 500 (Liste 2010) Autor: Sylvester Stewart                                                                     |                                                                                      |
| 1972 | Runnin’ Away There’s a Riot Goin’ On                  | — | UK17 (8 Wo.)UK | US23 (10 Wo.)US | R&B15 (7 Wo.)R&B | Erstveröffentlichung: 18. Januar 1972 Autor: Sylvester Stewart |                                                                                      |
| 1972 | Smilin’ There’s a Riot Goin’ On                       | — | — | US42 (7 Wo.)US | R&B21 (7 Wo.)R&B | Erstveröffentlichung: 30. März 1972 Autor: Sylvester Stewart |                                                                                      |
| 1973 | If You Want Me to Stay Fresh                          | — | — | US12 Platin · (17 Wo.)US | R&B3 (16 Wo.)R&B | Erstveröffentlichung: 6. Juni 1973 Autor: Sylvester Stewart |                                                                                      |
| 1973 | Frisky Fresh                                          | — | — | US79 (2 Wo.)US | R&B28 (8 Wo.)R&B | Erstveröffentlichung: 24. Oktober 1973 Autor: Sylvester Stewart |                                                                                      |
| 1973 | If It Were Left Up to Me Fresh                        | — | — | — | R&B57 (10 Wo.)R&B | B-Seite von Frisky Autor: Sylvester Stewart |                                                                                      |
| 1974 | Time for Livin’ Small Talk                            | — | — | US32 (12 Wo.)US | R&B10 (15 Wo.)R&B | Erstveröffentlichung: 4. Juni 1974 Autor: Sylvester Stewart |                                                                                      |
| 1974 | Loose Booty Small Talk                                | — | — | US84 (4 Wo.)US | R&B22 (11 Wo.)R&B | Erstveröffentlichung: Oktober 1974 Autor: Sylvester Stewart |                                                                                      |
| 1975 | I Get High on You High on You                         | — | — | US52 (9 Wo.)US | R&B3 (15 Wo.)R&B | Erstveröffentlichung: August 1975 unter Sly Stone erschienen Autor: Sylvester Stewart                                                                                            |                                                                                      |
| 1975 | Le Lo Li High on You                                  | — | — | — | R&B75 (7 Wo.)R&B | Erstveröffentlichung: Dezember 1975 unter Sly Stone erschienen |                                                                                      |
| 1977 | Family Again Heard Ya Missed Me, Well I’m Back        | — | — | — | R&B85 (3 Wo.)R&B | Erstveröffentlichung: Januar 1977 Autor: Sylvester Stewart |                                                                                      |
| 1979 | Remember Who You Are Back on the Right Track          | — | — | — | R&B38 (11 Wo.)R&B | Erstveröffentlichung: September 1979 Autoren: Sylvester Stewart, Hamp Banks |                                                                                      |
| 1986 | Crazay Shockadelica                                   | — | — | US53 (16 Wo.)US | R&B2 (18 Wo.)R&B | Erstveröffentlichung: September 1986 als Jesse Johnson feat. Sly Stone Autor: Jesse Johnson                                                                                      |                                                                                      |
| 1987 | Dance to the Music –                                  | — | UK89 (2 Wo.)UK | — | — | Erstveröffentlichung: September 1979; inkl. Dance to the Music, Family Affair, Everyday People und Running Away; 4-Titel-EP                                                      |                                                                                      |

Weitere Singles
- 1967: Underdog
- 1969: Another Night of Love (als Abaco Dream)
- 1972: I Ain’t Got Nobody
- 1983: Que Sera Sera (Whatever Will Be, Will Be)
- 1979: The Same Thing (Makes You Laugh, Makes You Cry)
- 1982: L. O. V. I. N. U.
- 1983: Ha Ha, Hee Hee
- 2006: Family Affair (mit Joss Stone und John Legend)
- 2013: I Want to Take You Higher
- 2013: Sexy Situation

## Film
- Sly Lives! (aka The Burden of Black Genius) (2025) – Dokumentarfilm von Amir „Questlove“ Thompson